# Eva Gonzalèsová
Eva Gonzalèsová (19. dubna 1847 Paříž - 5. května 1883 tamtéž; rok narození se udává i 1849, dle sborníku Pfeifferové (2008), s. 206, mylně) byla francouzská malířka. Byla žákyní Maneta a tvořila nejčastěji obrazy žen, zátiší a krajiny. I když bývá řazena k impresionistům, jejich společných výstav se neúčastnila, vystavovala však na pařížském salonu.

## Život
Eva Gonzalèsová vyrostla v rodině s hudebními vlohy. Její otec Emmanuel Gonzalès, který měl španělské předky, byl spisovatel, a belgická matka byla hudebnice. Rodinný salon navštěvovali Théodore de Banville a Philippe Jourde, ředitel novin Siècle. V roce 1865 ve svých 16 letech se Gonzalèsová začala vzdělávat jako kreslířka a malířka v ateliéru malíře Charlese Chaplina, který měl pouze studentky. Na státní umělecké akademie nebyly ženy až do konce 19. století připouštěny.
V roce 1869 si Gonzalèsová založila vlastní ateliér. Přes Alfreda Stevense potkala v roce 1869 Édouarda Maneta, jehož jedinou studentkou se stala. Během tohoto období vznikl také Manetův Portrét Evy Gonzalèsové, na němž je zobrazena, jak sedí na stojanu před květinovým zátiší. V roce 1870 předložila svůj obraz (Hornista) poprvé pařížskému salonu, kam byl přijat, a pak na salonu vystavovala i v dalších letech. Obraz vykazuje Manetův vliv, stejně jako mnoho jejích jiných obrazů z tohoto období. Zpočátku u ní převládaly tmavé barvy a často používala silný kontrast světla a stínu.
Během francouzsko-pruské války a Pařížské komuny zůstala Eva Gonzalèsová v Dieppe, kde se věnovala krajinomalbě. Od roku 1872 našla svůj osobitý styl a její obrazy byly čím dál barevnější. Ačkoli bývá Eva Gonzalèsová obecně řazena k impresionismu, stejně jako její učitel Manet se nezúčastnila žádné ze skupinových výstav impresionistů. Upřednostňovala témata z každodenního života, například interiéry se ženami; své modely obvykle brala jako mnoho jiných malířek z blízkého rodinného kruhu, často malovala svou sestru Jeanne. Kromě obrazů žen tvořila i zátiší a krajiny. Kromě úspěchů na pařížském salonu získala pozitivní recenze také od Zacharii Astruce a Émile Zoly.
V roce 1879 se Eva Gonzalèsová provdala za rytce a grafika Henriho Guérarda, který byl přítelem Maneta. Zemřela ve věku 36 let následkem embolie brzy po narození syna. O Manetově smrti slyšela jen pět dní před porodem a litovala, že se nemůže zúčastnit jeho pohřbu.

## Galerie

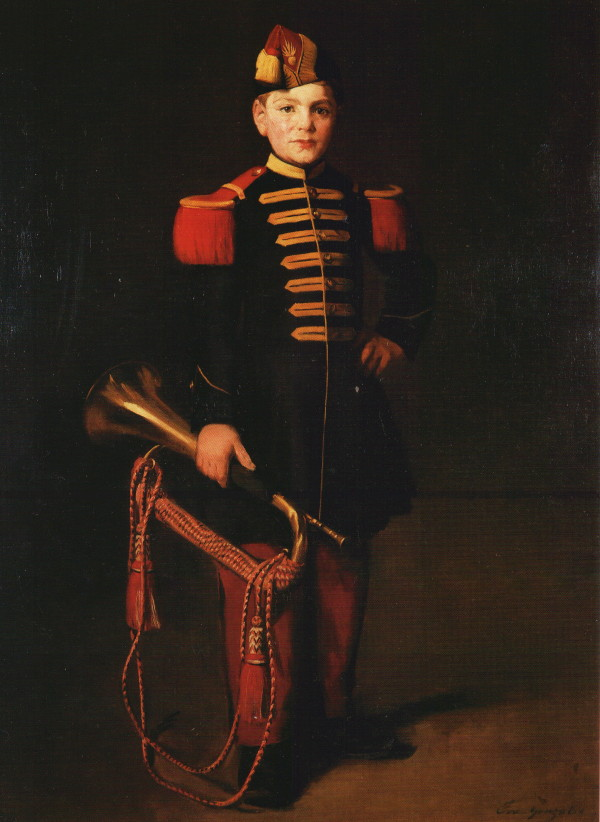
Eva Gonzales: Dětský trubač, 1869-1870
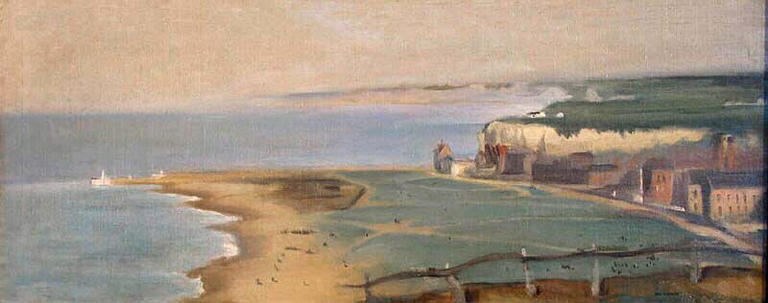
Eva Gonzalès: Pláž v Dieppe, 1871
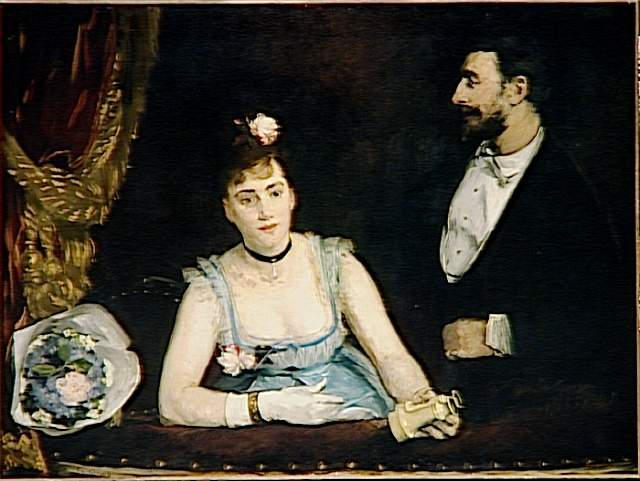
Eva Gonzalès: Lóže v Théâtre des Italiens, 1874
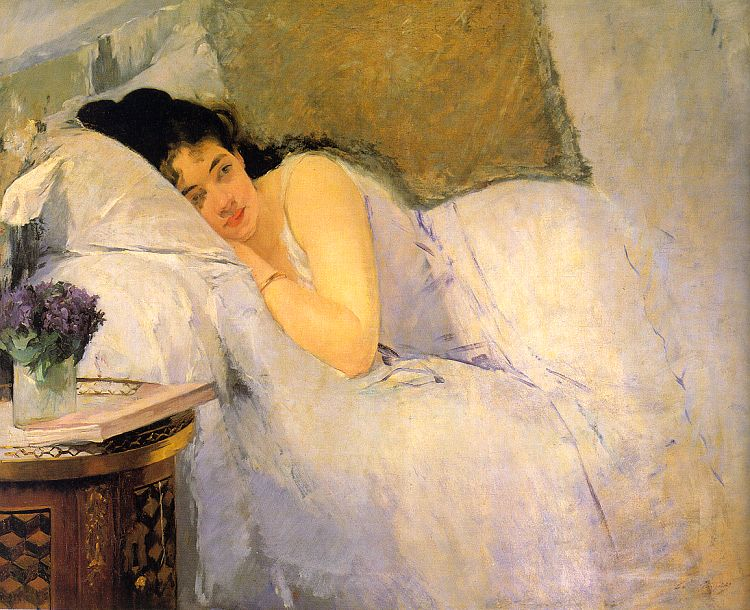
Eva Gonzalès: Probuzení, 1876
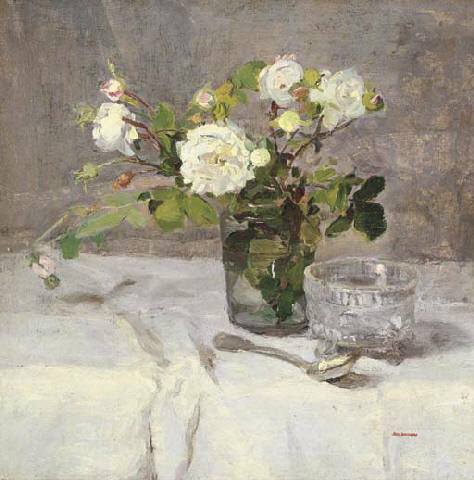
Eva Gonzalès: Růže ve váze, kolem 1880–1882
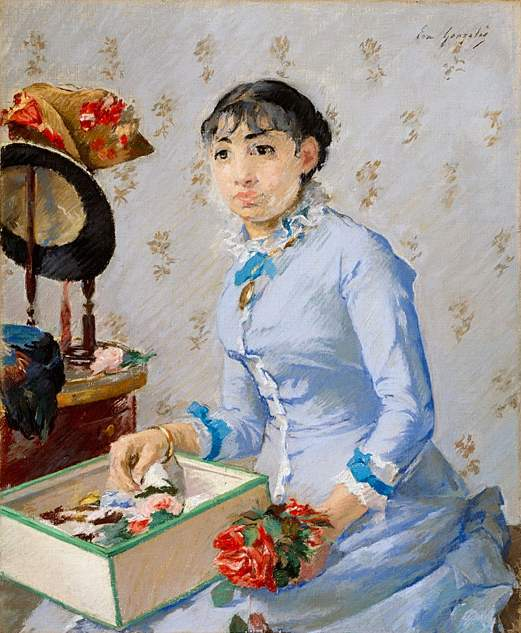
Eva Gonzales: Kloboučnice, 1880-1882